# المكافح
المكافح هي صحيفة أسبوعية مكتوبة باللغة العربية العامية كانت تُصدر في الدار البيضاء العاصمة الاقتصادية للمغرب.

## التاريخ الشخصي
رئيس تحرير الصحيفة كان علي يعته، وكان يشغل في نفس الوقت منصب عضو في الحزب الشيوعي المغربي. قبل أن ينتقل منصب رئيس التحرير إلى عبد الله العياشي.
استمر نشر الصحيفة أسبوعيا حتى عام 1964 عندما أصبحت يومية. هذا وتجدر الإشارة إلى أن الصحيفة ظلت تُنشر بعد جريدة الحزب الشيوعي التي كانت قد حُظرت عام 1960. وفي 17 حزيران/يونيو من عام 1961 تم حظر هذه الأسبوعية مجددا لكن هذه المرة في العراق بسبب الهجمات المزعومة على سياسات البلاد.
تم الاستيلاء على عدة طبعات من المكافح من قبل الحكومة المغربية في منتصف عام 1964، قبل أن يتم حظرها نهائيا وذلك بحلول 31 تشرين الأول/أكتوبر 1964 بدعوى أن الحزب الشيوعي المغربي نفسه كان غير موجود، ثم في آذار/مارس من عام 1965 تم إطلاق صحيفة أسبوعية جديدة تحت اسم شركة الكفاح الوطني حيث ترأس علي يعتة مجددا منصب رئيس تحريرها.